# 1305.
◄ | 13. stoljeće | 14. stoljeće | 15. stoljeće | ►
◄ | 1270-ih | 1280-ih | 1290-ih | 1300-ih | 1310-ih | 1320-ih | 1330-ih | ►
◄◄ | ◄ | 1302. | 1303. | 1304. | 1305. | 1306. | 1307. | 1308. | ► | ►►
Arhitektura • Astronomija • Glazba • Knjige • Književnost • Kršćanstvo • Medicina • Pravo • Promet • Slikarstvo • Znanost

## Smrti
- 23. kolovoza – William Wallace, vođa škotskog ustanka

## Vanjske poveznice
|  | Zajednički poslužitelj ima još gradiva o temi 1305. |